# Zuzana Kučová
Zuzana Kučová (ur. 26 czerwca 1982 w Bratysławie) – słowacka tenisistka.

## Kariera tenisowa
Zawodową tenisistką była w latach 2000–2013.
Swój debiut w turnieju wielkoszlemowym odnotowała podczas French Open 2004, przegrywając w pierwszej rundzie z Wierą Zwonariową 0:6, 2:6. Po sześciu latach ponownie wróciła do turniejowej drabinki w Wielkim Szlemie, na Australian Open 2010 ponownie odpadła ze Zwonariową. Kučová na swoim koncie ma również osiem zwycięstw singlowych oraz cztery zwycięstwa deblowe w zawodach rangi ITF.
W rankingu gry pojedynczej Kučová najwyżej była na 101. miejscu (7 czerwca 2010), a w klasyfikacji gry podwójnej na 175. pozycji (7 grudnia 2009).

### Wygrane turnieje rangi ITF
| turnieje z pulą nagród 100 000 $ |
| turnieje z pulą nagród 75 000 $  |
| turnieje z pulą nagród 50 000 $  |
| turnieje z pulą nagród 25 000 $  |
| turnieje z pulą nagród 15 000 $  |
| turnieje z pulą nagród 10 000 $  |

#### Gra pojedyncza
|    | Data       | Turniej | Kat. | ($)    | Naw.   | Finalistka         | Wynik         |
| 1. | 24/06/2001 | Algier  | ITF  | 10 000 | ziemna | Mathilde Johansson | 6:3, 6:3      |
| 2. | 30/03/2003 | Rzym    | ITF  | 10 000 | ziemna | Delia Sescioreanu  | 6:3, 6:7, 6:0 |
| 3. | 16/12/2007 | Lagos   | ITF  | 25 000 | twarda | Syna Kayser        | 6:2, 6:2      |
| 4. | 26/10/2008 | Lagos   | ITF  | 25 000 | twarda | Agnes Szatmari     | 7:6, 4:6, 6:3 |
| 5. | 18/10/2009 | Lagos   | ITF  | 25 000 | twarda | Ana Jerasimu       | 6:3, 7:5      |
| 6. | 25/10/2009 | Lagos   | ITF  | 25 000 | twarda | Nina Bratczikowa   | 6:0, 7:6      |
| 7. | 25/04/2010 | Bari    | ITF  | 25 000 | ziemna | Zuzana Ondrášková  | 6:4, 6:2      |
| 8. | 24/10/2010 | Lagos   | ITF  | 25 000 | twarda | Nathalie Piquion   | 6:2, 6:0      |